# Kaiken (daga)

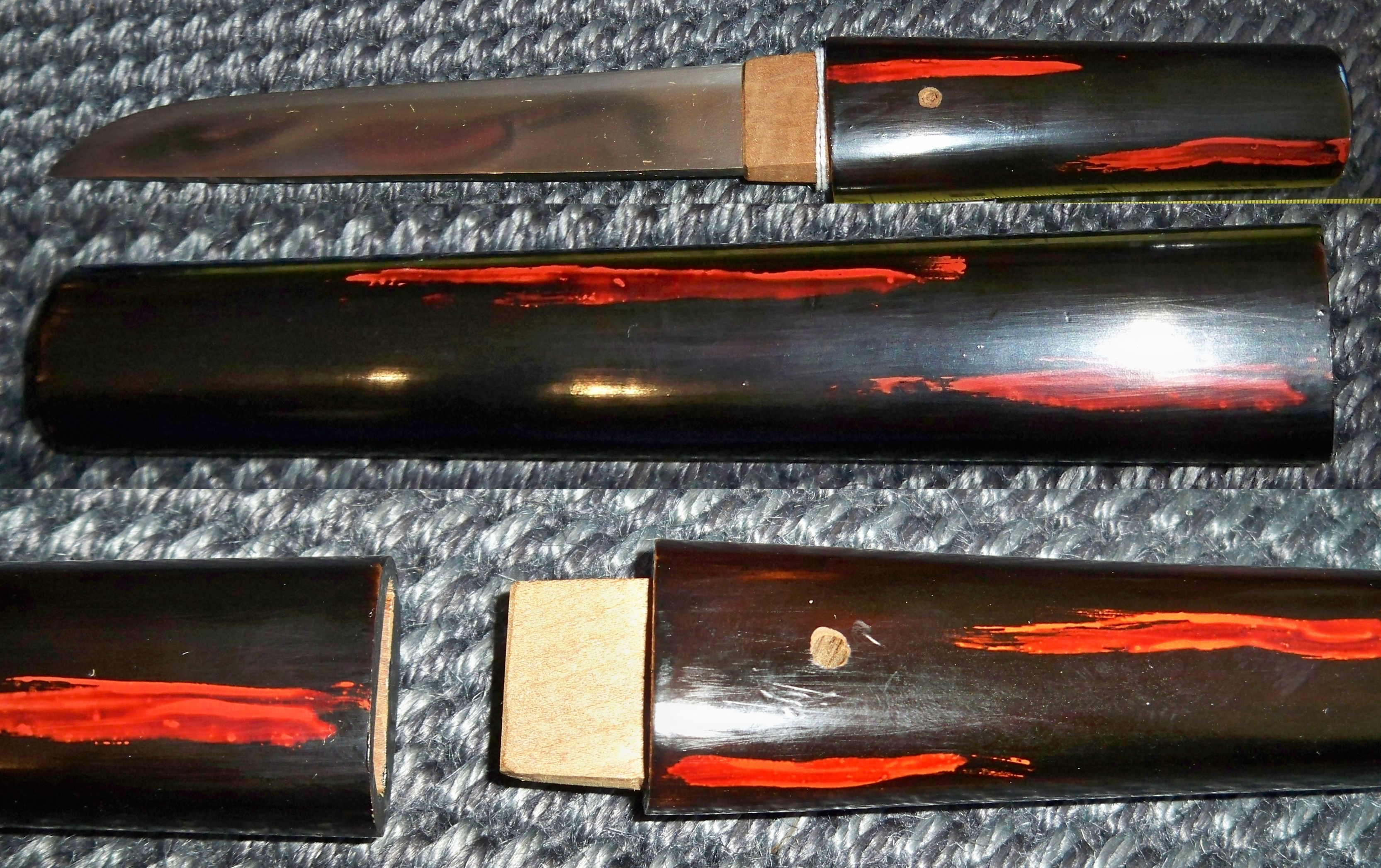
Tanto japonés estilo kaiken / kwaiken.

Una kaiken (懐剣?) es una daga japonesa de 20-25cm de largo, de uno o dos filos, sin accesorios ornamentales alojada en una montura simple.

## Utilización
Una vez fue llevado por hombres y mujeres de la clase samurái en Japón . Era útil para la autodefensa en espacios interiores donde la katana de hoja larga y la espada intermedia wakizashi eran inconvenientes. Las mujeres los llevaban en su kimono ya sea en un espacio parecido a un bolsillo (futokoro) o en la bolsa de la manga (tamoto), para defensa propia y para el suicidio ritual cortándose las venas del lado izquierdo del cuello. Cuando una mujer samurái se casaba, se esperaba que ella llevara un kaiken cuando se mudara con su esposo.
En el Japón moderno, un kaiken se usa como un accesorio tradicional para el kimono formal, como un furisode, uchikake y un shiromuku, metidos en su obi.

## Ortografía
Debido a los cambios de pronunciación a lo largo del tiempo, el kwaiken ahora se llama kaiken; esto también se conoce como futokoro-gatana.